# 定兴县
定兴县在河北省中部，南拒马河、易水河等河流经境内，是保定市下辖的一个县。
县政府驻定兴镇通兴东路120号。

## 历史沿革

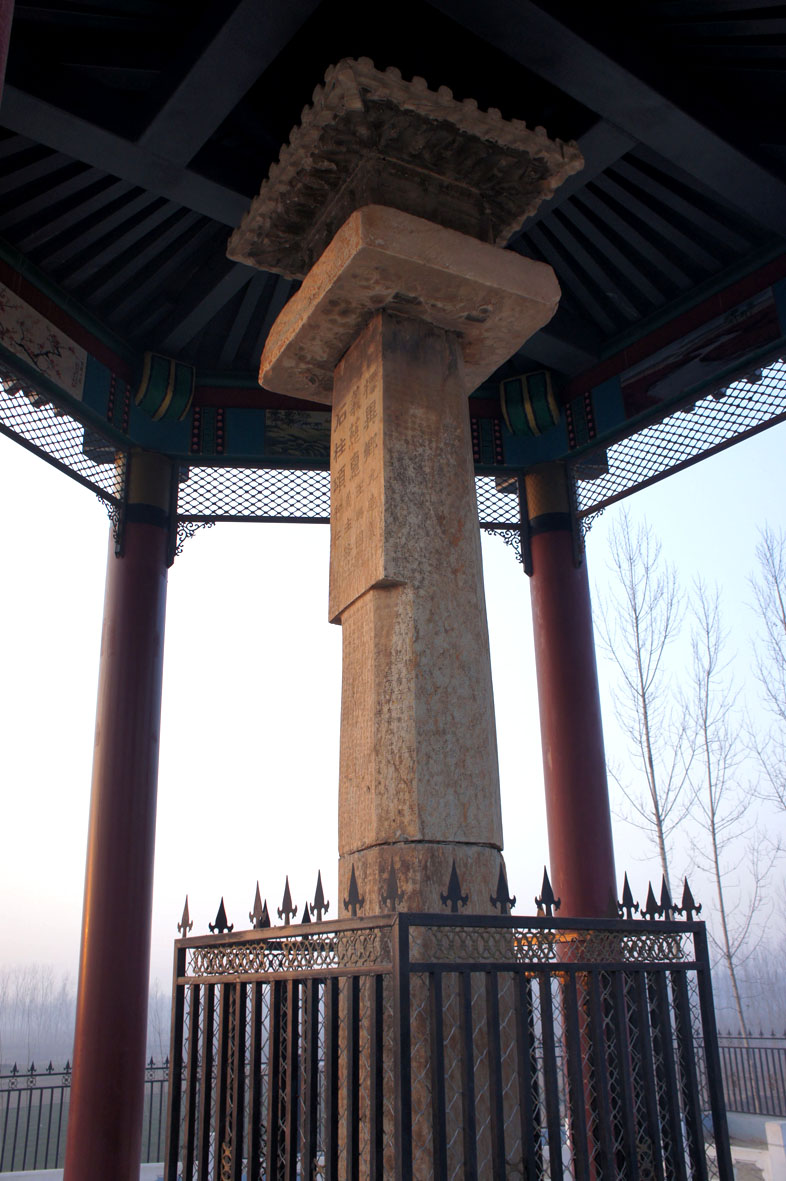
义慈惠石柱

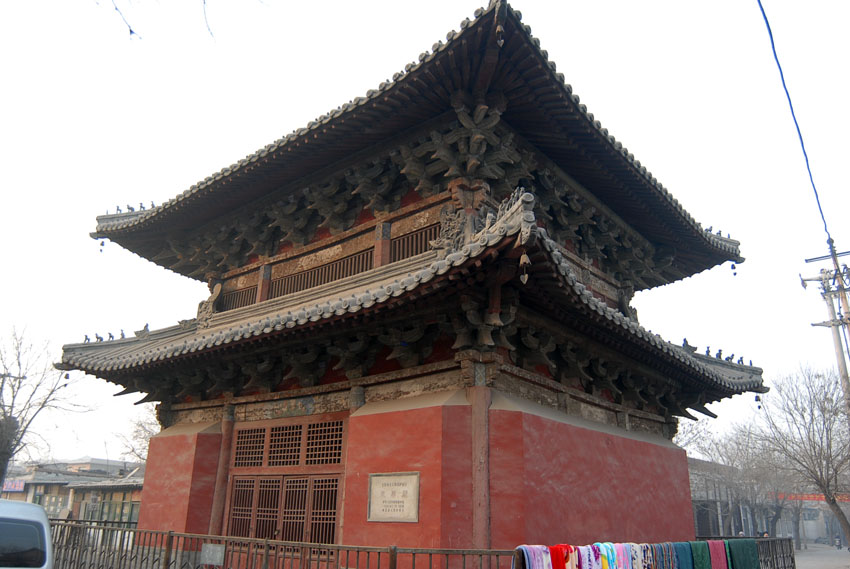
慈云阁

金大定六年以范阳县黄村置，属涿州；元属保定路易州；明清均属保定府；现属河北省保定市。

## 行政区划
定兴县下辖11个镇、5个乡：
定兴镇、固城镇、贤寓镇、北河镇、天宫寺镇、小朱庄镇、姚村镇、杨村镇、高里镇、内章镇、东落堡镇、张家庄乡、肖村乡、柳卓乡、北南蔡乡和李郁庄乡。

## 人口
2022年，定興縣總户數210781户，總户籍人口608194人。其中，城鎮人口241506人，鄉村人口366688人。在總人口中，男性308258人，女性299936人。年末常住人口500033人，其中城鎮人口238876人，鄉村人口261157人。本年出生人口3560人，死亡人口1229人。常住人口城鎮化率為47.77%。

## 著名人物
- 祖逖： 東晉名將
- 賈島： 唐代著名詩人
- 孙健： 国务院前副总理

## 交通
- 107国道过境。